# Allée couverte de la Hautière
L'allée couverte de la Hautière, appelée aussi le Tombeau, est située à Trégon dans le département français des Côtes-d'Armor.

## Protection
L'ensemble est classé au titre des monuments historiques en 1964.

## Description
L'allée couverte mesure 16 m de longueur. Elle est orientée sud-sud-est/nord-nord-ouest. Elle est délimitée par quatorze orthostates côté est et onze côté ouest. L'ensemble est recouvert par six tables de couverture. La plus grande mesure 3,05 m de longueur, les autres sont plus petites (environ 2,60 m de longueur). La hauteur sous dalle est de 0,90 m pour une largeur intérieure de 1,05 m. La plupart des blocs sont en grès quartzitique, connu sous le terme de « grès armoricain », les autres sont en dolérite pour certains orthostates uniquement ou en gneiss-migmatitique. Cette dernière lithologie est très minoritaire et particulièrement visible au niveau d'une des tables de couverture.